# Список стандартів ISO для латинізації
Наведений нижче список стандартів ISO затверджених для потреб транслітерації і транскрипції мов засобами розширеної латинської абетки (латинізація).

## Список
| Назва стандарту | Писемність                                                                    |
| --------------- | ----------------------------------------------------------------------------- |
| ISO 9           | Кирилиця                                                                      |
| ISO 233         | Арабська                                                                      |
| ISO 259         | Гебрайська                                                                    |
| ISO 843         | Грецька                                                                       |
| ISO 3602        | Японська (1989, востаннє переглянута в 2013)                                  |
| ISO 7098        | Китайська                                                                     |
| ISO 9984        | Грузинська                                                                    |
| ISO 9985        | Вірменська                                                                    |
| ISO 11940       | Тайська                                                                       |
| ISO 11940-2     | Тайська (спрощена)                                                            |
| ISO 11941       | Корейська (різні системи для Північної і Південної Кореї — відкликані у 2013) |
| ISO 15919       | Індійські писемності                                                          |